# 138
Năm 138 là một năm trong lịch Julius. 